# Phragmatobia nawari
Phragmatobia nawari là một loài bướm đêm thuộc phân họ Arctiinae, họ Erebidae.